# Naturschutzgebiet Braberg / Wolfsloch
Koordinaten: 51° 18′ 29,3″ N, 8° 9′ 52,9″ O
Das Naturschutzgebiet Braberg / Wolfsloch mit einer Flächengröße von 36,84 ha liegt südöstlich von Berge im Stadtgebiet von Meschede. Es wurde 2020 vom Kreistag des Hochsauerlandkreises mit dem Landschaftsplan Meschede als Naturschutzgebiet (NSG) ausgewiesen. Von 1994 bis 2020 gehörte die heutige NSG-Fläche zum Landschaftsschutzgebiet Meschede.

## Gebietsbeschreibung
Beim NSG handelt es sich um einen großflächigen Hainsimsen-Buchenwald am Westhang des Brabergs zum Wennetal. Das NSG liegt in einer Höhenlage zwischen 300 und rund 500 m. Auf größere Teilflächen befand sich bei Ausweisung 2020 viel Naturverjüngung. Vor allem im Norden des NSG befinden sich altholzreiche Bereiche mit stehendem Totholz. Auf einem westexponierten Bereich liegt die markante Hohlform Wolfsloch. Diese Hohlform geht auf den früheren Erzbergbau in diesem Bereich zurück.
Bei diesem Hainsimsen-Buchenwald handelt es sich um den flächengrößten zusammenhängenden Bestand der natürlichen Klimax-Waldgesellschaft in diesem Teil von Meschede. In der Umgebung wurden seit 1960 die ursprüngliche, buchendominierte Bestockung in Fichtenbestände und nach dem Sturm Kyrill 2007 auch in Weihnachtsbaumkulturen umgewandelt.

## Schutzzweck
Zum Schutzzweck des NSG führt der Landschaftsplan, neben den normalen Schutzzwecken für alle NSG im Landschaftsplangebiet, auf: „Erhaltung eines für den Naturraum und das Plangebiet repräsentativen Bestandes der natürlichen Waldgesellschaften; damit auch Sicherung der darauf fußenden Lebensgemeinschaften in Flora und Fauna (potenziell auch: gefährdete, störungsempfindliche Arten mit großen Arealansprüchen); Sicherung von ursprünglichen Waldbildern in der umgebenden, Nadelholz-dominierten Waldlandschaft unter landeskundlichen Aspekte.“

## Nadelholz
Auf zwei Teilflächen ist weiterhin Nadelholzanbau mit einem Anteil von maximal 20 % einzelstammweise, trupp-, gruppen- oder horstweise zulässig.